# 东北猬草
东北猬草（学名：Hystrix komarovii）为禾本科猬草属下的一个种。